# Col·legi i convent de Nostra Senyora de Montserrat
El Col·legi i convent de Nostra Senyora de Montserrat és una obra amb elements historicistes i eclèctics de Gelida (Alt Penedès) protegida com a Bé Cultural d'Interès Local.

## Descripció
Espaiós casal de gran solidesa, en forma de U, que consta de cellers amb voltes de rajola, tres plantes i golfes. Els interiors es divideixen entre els serveis als baixos o cellers, aules d'ensenyança, habitacions d'internes i clausura als pisos superiors, disposats a l'entorn del pati en forma de U esmentat. Cal destacar l'harmoniositat monumental de la façana que fa xamfrà, els arquets de les golfes, i la capella d'una sola nau amb espadanya, adossada a l'edifici.

## Història
Les Monges Franciscanes, a precs del Rector Josep Perera, el qual veient la manca d'instrucció de les noies de la vila, començaren les classes el dia dos de gener de 1888. Dos anys després, durant la Festa Major del 1890, fou beneïda la primera pedra del Col·legi i capella pública franciscana.